# François Faber
François Faber (26. ledna 1887 – 9. května 1915) byl lucemburský cyklista, jeden z nejlepších cyklistů své éry.
V roce 1909 vyhrál suverénně sedmý ročník Tour de France, když se do vedení oblékl již po druhé etapě a do konce závodu, který se jel za velmi špatného počasí, před sebe již nikoho nepustil. Své vítězství si zajistil skvělými jízdami mezi městy Roubaix a Nice, kde dokázal vyhrát pět po sobě jdoucích etap (2.–6. etapu) a překonal tak rekord René Pottiera, který vyhrál 4 po sobě jdoucí etapy. Svou obrovskou odolnost prokázal již ve druhé etapě dlouhé 398 km, když se 200 km před cílem pustil do samostatného úniku a i přes mrazivý déšť jej dotáhl do konce. Následující den se za teploty pouhých 4 °C a při silném dešti opět utrhl od pelotonu a sólovou jízdou dlouhou 110 km se, pokryt blátem, dostal do cíle na prvním místě. V další etapě, opět za silného deště, dojel znovu do cíle jako první po úniku dlouhém 62 km. Jeho manažer Baugé o něm řekl: „Je to Bůh, který sesednul z nebe na bicykl.“ Stal se tak prvním zahraničním (nefrancouzským) vítězem nejtěžšího etapového závodu planety. Za svůj život dokázal na Tour de France vyhrát celkem 19 etap.
V roce 1915 tragicky zahynul ve válce. Je po něm pojmenován i druhý největší lucemburský jednodenní závod – Velká cena François Fabera (Grand-Prix François Faber), který se jezdí již od roku 1918.
Jeho zařazení mezi nejlepší cyklisty počátku století dokazují i další vítězství:
- 1908 – Tour de Lombardie
- 1909 – Paris-Bruxelles
- 1909 – Paris-Tours
- 1909 – Sedan-Bruxelles
- 1910 – Paris-Tours
- 1911 – Bordeaux-Paris
- 1913 – Paris-Roubaix